# Hialeah Gardens
Hialeah Gardens – miasto w Stanach Zjednoczonych, w stanie Floryda, w hrabstwie Miami-Dade.